# Kadrabolina bispinosa
Kadrabolina bispinosa är en insektsart som beskrevs av Knight och Webb 1993. Kadrabolina bispinosa ingår i släktet Kadrabolina och familjen dvärgstritar. Inga underarter finns listade i Catalogue of Life.